# استریو (فیلم ۲۰۱۴)
«استریو» (انگلیسی: Stereo (2014 film)) یک فیلم است که در سال ۲۰۱۴ منتشر شد. از بازیگران آن می‌توان به رینر بوک اشاره کرد.